# Alkenole
| Einteilung der Alkenole |
| --- |
| Allylalkohol: Hydroxygruppe am sp3-hybridisierten Kohlenstoffatom                                                                                                   |
| Enol des Acetons: Hydroxygruppe am sp2-hybridisierten Kohlenstoffatom. (Im Gleichgewicht liegen 99,9998 % des Acetons in der Keto- und 0,0002 % der Enol-Form vor.) |

Alkenole (Hydroxyalkene) sind organisch-chemische Verbindungen, die neben der Kohlenstoff-Kohlenstoff-Doppelbindung zudem eine Hydroxygruppe tragen. Alkenole sind (Zwischen-)Produkte der Chemischen Industrie und des Stoffwechsels von Tieren und Pflanzen. Gehäuft treten Alkenole unter den Terpenoiden auf, wo sie ursächlich und prägend für den Geruch und den Geschmack vieler Pflanzen sind und deren Verwendung als Gewürz bedingen.
Eine besondere Gruppe sind die Enole, die in Keto-Enol-Tautomerie zu Aldehyden bzw. Ketonen stehen. Dabei steht die Hydroxygruppe an einem sp2-hybridisierten Kohlenstoffatom des Alkenylrestes.
In diese Gruppe gehören unter anderem:
- Allylalkohol – Chemischer Grundstoff, einfachster stabiler Vertreter dieser Gruppe
- Vinylalkohol – einfachster Vertreter, instabil
- cis-3-Hexenol

- 1-Octen-3-ol
- Citronellol
- Isoprenol
- Rhodinol
- 10-Undecen-1-ol